# Демьяновка (Гурьевский район)
Демья́новка — упразднённая деревня в Гурьевском районе Кемеровской области. Входила в состав Сосновского сельсовета.

## История
До 1962 года входила в состав Салаирского горсовета.
Решением Кемеровского облисполкома № 445 от 12 июня 1962 года деревня Демьяновка вошла в состав Сосновского сельсовета.
В 1963 году в составе Сосновского сельсовета вошла в состав Беловского района.
Решением Кемеровского облисполкома № 662 от 13 декабря 1968 года деревня Демьяновка была упразднена и исключена из списка учётных данных.
В настоящее время — урочище на фоне опустевшего населённого пункта. Территория бывшей деревни находится на землях лесного фонда относящимся к Гурьевскому лесничеству.

## География
Деревня Демьяновка была расположена в западной части Гурьевского района на реке Большая Речка, в 2,5 километрах от посёлка Заречный.
Центральная часть бывшего населённого пункта расположена на высоте 363 метра над уровнем моря.

## Население
Население отсутствует.